# Tiwi (volk)
De Tiwi zijn een groep oorspronkelijke bewoners (aborigines) van Australië. Ze bewonen de Tiwi-eilanden, Melville en Bathurst aan de Australische noordkust (Noordelijk Territorium) bij de stad Darwin.

## Geschiedenis
De Tiwi kwamen voor het eerst in contact met Europeanen in de achttiende eeuw. Er zouden nog meer contacten volgen. Na een mislukte poging tot kolonisatie in de jaren twintig van de negentiende eeuw werden de eilanden in het begin van de twintigste eeuw gekoloniseerd. Toen in 1976 de Aboriginal Land Rights Act (Noordelijk Territorium) van kracht werd, werden de eilanden weer teruggegeven aan de Tiwi.

## Tegenwoordig
De Tiwi wonen vooral geconcentreerd in drie nederzettingen:
- Nguiu, de voormalige katholieke missiepost
- Pularumpi, waar ooit een school stond voor halfbloedkinderen en
- Milikapi, een voormalige overheidsnederzetting.

Er zijn Tiwi die in het weekend nog altijd gaan jagen op kangoeroes of schildpadden, maar nu met boten met buitenboordmotoren en jachtgeweren in plaats van met boomstamkano's en speren.
De Droomtijd of Tjukurpa, de mythologie van de Tiwi,  verschilt aanzienlijk van die van andere Aboriginals. De eilanden, onderverdeeld in murukupupuni, zijn woonoorden van 'spirit children'. Mannen spelen naar de mening van de Tiwi geen fysieke rol bij de verwekking van kinderen. Als een nieuw clanlid wordt verwekt, zo menen de Tiwi, wordt een 'spirit child' in een droom overgedragen van de vader naar de moeder uit dezelfde clan.
De Tiwi Design Aboriginal Corporation in Nguiu is een organisatie voor ambachtelijke kunst (Tiwi Design). Het is een collectief waar een honderdtal kunstenaars bij zijn aangesloten, die zich bezighouden zich met weven, schilderen, zeefdrukken, houtsnijden en keramiek. De organisatie wordt beschouwd als een goed voorbeeld voor andere Aboriginalondernemingen.